# Світлана Косолапова
Світлана Косолапова - українська акторка.

## Біографія
Народилася 9 червня 1993 року. 
2015 року закінчила Київський національний університет театру, кіно і телебачення ім. Карпенко-Карого (майстерня Дмитра Богомазова, спеціальність - актриса драматичного театру і кіно).
Грала в Києві в театрі ім. Франка.
Знялася у 27 фільмах.
З 2022 року проживає у Нью-Йорку, США.

## Вибрана фільмографія
- Будиночок на щастя (2018), серіал [4]
- Запаморочення (2016), фільм
- Бідні люди (2015), фільм
- Спека (2014), фільм
- Пізнє каяття (2013), серіал